# Megalithen von Killadangan
Die bronzezeitlichen Megalithen von Killadangan (irisch Coill an Daingin – deutsch „Wald der Festung“, auch Gortbraud genannt) bestehen aus vier Menhiren (englisch Standing Stones), einer ovalen Einhegung, einem mutmaßlichen Burnt Mound, einer Steinreihe und einem Steinpaar. Sie befinden sich in der Salzmarsch (englisch Salt marsh) von Gortbraud, nordöstlich des Croagh Patrick, direkt an der R335, etwa 2,5 km östlich der Murrisk Abbey, 5,0 km westlich von Westport im County Mayo in Irland.

## Die Steinreihe

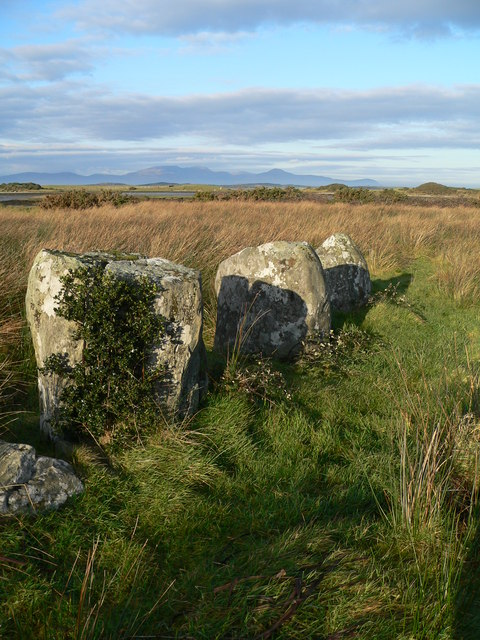
Steinreihe

Die Nordost-Südwest orientierte Steinreihe im westlichen Quadranten des irdenen Geheges besteht aus vier stehenden Steinen und einem liegenden. Die Steine steigen in der Höhe vom 0,45 Meter hohen Stein am nördlichen Ende zum 1,2 Meter hohen Stein im Süden.

## Das Steinpaar
Etwa 50 Meter südwestlich der Steinreihe steht ein Steinpaar. Der nördliche Stein ist 1,3 Meter hoch, um 0,8 Meter breit, und die Längsachse steht im Einklang mit der Reihe. Der südliche Stein ist ein abgerundeter Felsblock, der nur 0,4 Meter hoch und fast einen Meter breit ist.
Westlich des Steinpaars und südwestlich der Reihe liegt eine grob kreisförmige Anordnung von kleinen Steinen. Diese können Teil eines gestörten Steinkreises sein. Die massive Gruppierung deutet darauf hin, dass hier ein großes Zeremonialzentrum war. Obwohl die Steine in einer Salzmarsch stehen, die in früheren Jahrtausenden durch Hochwasser beeinträchtigt war, hat das die Denkmäler nicht gefährdet.

## Die Menhire
Die Menhire scheinen zufällig verbreitet zu sein. Der südliche Megalith ist 1,4 Meter hoch und 1,1 Meter breit. Im Westen des Steins liegt ein Hügel. Der westliche Stein ist 1,55 Meter hoch und 0,8 Meter breit. Der nördliche Stein ist 1,35 Meter hoch und 1,05 Meter breit.